# Ross Island (Irland)
Ross Island (irisch: Oileán an Rois) ist eine Seeinsel auf der Ostseite des Lough Leane bei Killarney im County Kerry in Irland. Sie hat eine Fläche von 66,5 ha und ist heute mit dem Festland verbunden.

## Geschichte

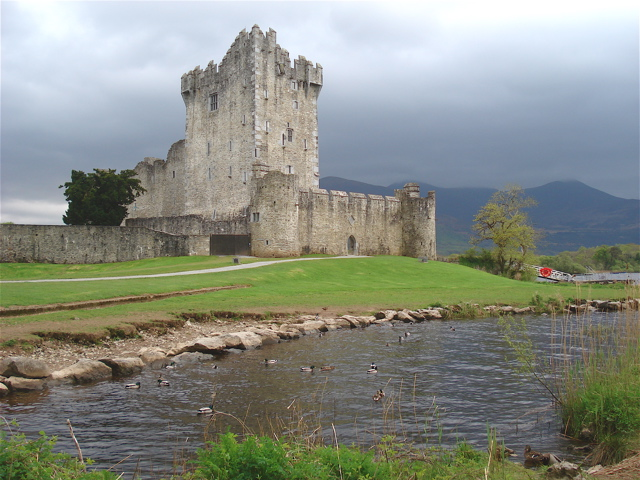
Ross Island Castle

Die Insel ist das älteste Zentrum des Kupfererzabbaus auf der irischen Insel.
Der Kupferbergbau begann mit der irischen Bronzezeit, etwa 2400 bis 1800 v. Chr. Nach Ansicht von Paul T. Craddock (* 1945) begann er bereits in der zweiten Hälfte des 3. Jahrtausend v. Chr. Es wird sogar Kupferbergbau ab 4000 v. Chr. vermutet. Die Entdeckung von Keramik der Glockenbecherkultur auf der Ross-Insel verbindet deren Träger jedoch mit den Anfängen der irischen Metallurgie am Ende des Neolithikums.
Bergbau erfolgte hier erneut im 8. Jahrhundert und 18. und 19. Jahrhundert n. Chr. Er gipfelte in großen Industriebetrieben, die zwischen 1804 und 1829 etwa 5000 Tonnen Kupfererz an Hütten in England lieferten.

## Geologie
Der kupfererzreiche Horizont auf Ross konzentriert sich auf die lokale Kalksteinschicht an einem kleinen Abschnitt der Südküste. Das Mineral liegt in einer maximalen Tiefe von nur 13 bis 16 m entlang des Seeufers. Die Insel, auf der geführte Wanderungen stattfinden, gehört heute zum Killarney-Nationalpark. In der Nähe liegt Ross Castle.